# Igrzyska Panamerykańskie 1979
VIII Igrzyska Panamerykańskie odbyły się w stolicy Portoryko, San Juan w dniach 1–15 lipca 1979 r. W zawodach udział wzięło 3700 sportowców z 34 państw. Sportowcy rywalizowali w 250 konkurencjach w 24 sportach. Najwięcej medali zdobyli reprezentanci USA – 266. 

## Państwa uczestniczące w igrzyskach
| - Argentyna - Antigua i Barbuda - Antyle Holenderskie - Bahamy - Barbados - Belize - Bermudy - Boliwia - Brazylia - Chile - Dominikana - Ekwador | - Gujana - Gwatemala - Haiti - Honduras - Jamajka - Kajmany - Kanada - Kolumbia - Kostaryka - Kuba - Meksyk - Panama | - Paragwaj - Peru - Portoryko - Salwador - Stany Zjednoczone - Surinam - Trynidad i Tobago - Urugwaj - Wenezuela - Wyspy Dziewicze Stanów Zjednoczonych |

## Dyscypliny i rezultaty
| - Baseball (szczegóły) - Boks (szczegóły) - Gimnastyka (szczegóły) - Hokej na trawie (szczegóły) - Jeździectwo (szczegóły) - Judo (szczegóły) - Kolarstwo (szczegóły) - Koszykówka (szczegóły) - Lekkoatletyka (szczegóły) - Łucznictwo (szczegóły) - Piłka nożna (szczegóły) - Piłka siatkowa (szczegóły) | - Piłka wodna (szczegóły) - Pływanie (szczegóły) - Pływanie synchroniczne (szczegóły) - Podnoszenie ciężarów (szczegóły) - Skoki do wody (szczegóły) - Softball (szczegóły) - Strzelectwo (szczegóły) - Szermierka (szczegóły) - Tenis ziemny (szczegóły) - Wioślarstwo (szczegóły) - Wrotkarstwo (szczegóły) - Zapasy (szczegóły) |

## Tabela medalowa
| Miejsce | Kraj                                 | Złoto | Srebro | Brąz | Razem |
| 1       | Stany Zjednoczone                    | 126   | 95     | 45   | 266   |
| 2       | Kuba                                 | 64    | 47     | 47   | 145   |
| 3       | Kanada                               | 24    | 43     | 71   | 138   |
| 4       | Argentyna                            | 12    | 7      | 17   | 36    |
| 5       | Brazylia                             | 9     | 13     | 17   | 39    |
| 6       | Meksyk                               | 3     | 6      | 29   | 38    |
| 7       | Portoryko                            | 2     | 9      | 10   | 21    |
| 8       | Chile                                | 1     | 4      | 6    | 11    |
| 9       | Wenezuela                            | 1     | 4      | 4    | 9     |
| 10      | Dominikana                           | 0     | 5      | 10   | 15    |
| 11      | Jamajka                              | 0     | 4      | 1    | 5     |
| 12      | Panama                               | 0     | 2      | 2    | 4     |
| 13      | Gujana                               | 0     | 2      | 1    | 3     |
| 14      | Kolumbia                             | 0     | 1      | 8    | 9     |
| 15      | Peru                                 | 0     | 1      | 2    | 3     |
| 16      | Bahamy                               | 0     | 1      | 0    | 1     |
| 17      | Ekwador                              | 0     | 0      | 2    | 2     |
| 18      | Antyle Holenderskie                  | 0     | 0      | 1    | 1     |
| 18      | Belize                               | 0     | 0      | 1    | 1     |
| 18      | Salwador                             | 0     | 0      | 1    | 1     |
| 18      | Wyspy Dziewicze Stanów Zjednoczonych | 0     | 0      | 1    | 1     |